# Eblisia hobbyi
Eblisia hobbyi är en skalbaggsart som först beskrevs av Cooman 1937.  Eblisia hobbyi ingår i släktet Eblisia och familjen stumpbaggar. Inga underarter finns listade i Catalogue of Life.